# Tossal Gros (Montagut i Oix)
El Tossal Gros és una muntanya de 827 metres que es troba al municipi de Montagut i Oix, a la comarca catalana de la Garrotxa.